# Михайлов, Георгий Антонович
Георгий Антонович Михайлов (23 апреля 1909, село Дьяковка, теперь Вяземского района Смоленской области, Российская Федерация — 1968, город Николаев Николаевской области) — советский государственный деятель, инженер, председатель Николаевского горисполкома. Депутат Верховного Совета УССР 1-3-го созывов.

## Биография
Родился в бедной крестьянской семье. В раннем возрасте осиротел и воспитывался в детском доме.
Член ВКП(б) с октября 1930 года.
В 1935 году окончил рабочий факультет и Ленинградский кораблестроительный институт.
После окончания института был направлен инженером-механиком на судостроительный завод имени Марти в городе Николаеве. До 1941 года работал начальником цеха завода имени Марти. В 1941 году занимался эвакуацией завода в восточные районы СССР. Выехал в Астраханскую область РСФСР.
3 октября 1941 г. — в Красной армии. Участник Великой Отечественной войны. Служил секретарем дивизионной партийной комиссии при политическом отделе 305-й стрелковой дивизии 40-й и 69-й армий Воронежского и Степного фронтов, с сентября 1944 года избирался заместителем начальника политического отдела 148-й стрелковой Черниговской дивизии 60-й армии 1-го и 4-го Украинских фронтов.
В 1946 году, после демобилизации, вернулся в город Николаев.
В 1946—1949 г. — председатель исполнительного комитета Николаевского городского совета депутатов трудящихся Николаевской области.
В 1949—1951 г. — партийный организатор ЦК ВКП(б) на Николаевском судостроительном заводе имени Носенко. В 1952—1955 г. — главный инженер Южного турбинного завода «Заря» в городе Николаеве.
В 1956—после 1959 г. — заместитель председателя исполнительного комитета Николаевского областного совета депутатов трудящихся.

## Звание
- старший лейтенант
- майор
- подполковник (1945)

## Награды
- орден Красного Знамени (30.05.1945)
- орден Отечественной войны 2-й степени (14.03.1945)
- орден Красной Звезды (28.04.1943)
- орден Трудового Красного Знамени (26.02.1958)
- орден «Знак Почета» (23.01.1948)
- медали